# ヒカルド・デラヒーバ
ヒカルド・デラヒーバ（Ricardo de la Riva、1965年1月28日 - ）は、ブラジル、リオデジャネイロ市出身の男性ブラジリアン柔術家。身長175cm、体重67kg。デラヒーバ柔術主宰。
カーウソン・グレイシーの教え子で、1980年代のブラジリアン柔術の戦術において、技術革新をもたらしたデラヒーバ・ガード、フック・ガードを発明した。
PRIDE初代ヘビー級王者ミノタウロことアントニオ・ホドリゴ・ノゲイラ、弟のミノトウロことアントニオ･ホジェリオ･ノゲイラ、元UFC世界ライトヘビー級王者リョート・マチダ、新日本プロレスの中邑真輔の柔術の師匠にあたる。

## 来歴
グレイシー一族との対戦も多く、ホイラー・グレイシーと3度闘い（1987年リオ選手権、1988年コパ・サンタォン、1989年アルマセン・ド・エスポルチ）、デラヒーバの2勝1敗。
1986年のリーガ・ニテロイエンセ・ジ・ジウジツでは、アブソルート級でホイス・グレイシーに勝利。
1993年のブラジレイロでは、ヘンゾ・グレイシーに敗北した。
長らく試合から遠ざかっていたが、2002年の世界柔術選手権（ムンジアル）に37歳で復帰した（準決勝でフレジソン・パイシャオンに負け）。
2004年9月19日、日本で行われた「プロ柔術GroundImpact 〜Gi-05〜」のメインイベントにおいて、日本ブラジリアン柔術の父、中井祐樹と対戦、0-2で敗れた。
2005年デラヒーバ柔術アカデミー日本支部となるデラヒーバジャパンを設立。
2013年9月21日、日本で行われた「プロ柔術GroundImpact REVIVAL」にて引退試合を行う。メインイベントにおいて中井祐樹と20分1本勝負(ポイント･アドバンテージ無し)ルールで対戦。スイープ、パスガードを仕掛けるものの時間切れ引き分けとなった。
現在定期的に日本を訪れ、自身の名のついた「デラヒーバカップ」を一年に一度開催し、自らレフェリーを務め、最新の技術をセミナーで教えるなど、日本のブラジリアン柔術の普及に最も貢献しているブラジル人の一人でもある。

## 獲得タイトル
- 世界柔術選手権（ムンジアル） 黒帯ペナ級 3位（2002年）